# 선진여객 (서울)
선진여객운수(先進旅客運輸)는 신성교통의 자회사였던 서울특별시 은평구의 옛 시내버스 회사였다. 본사 및 차고지는 서울특별시 은평구 수색동 414-1번지였다. 옛 사명이었던 범양여객은 범양그룹, 부산광역시 남구의 마을버스 회사인 범양버스 등하고는 아무런 관련이 없다.

## 주요 연혁
- 1970년: 당시 신성교통(현 서울운수) 자회사로 범양여객자동차(汎洋旅客自動車)라는 상호로 회사를 자체적으로 설립하였다.
- 1971년: 범양여객자동차에서 범양여객운수(汎洋旅客運輸)로 개명하였다.
- 1984년: 신진운수(현 진화운수)에서 도시형버스 55-2번(현 지선버스 5517번), 73번(현 지선버스 7017번) 등을 인수받았다.
- 1986년: 화곡교통(이후 풍양운수, 현 양천운수)에서 도시형버스 129번(현 지선버스 5712번)을 인수받았다.
- 1987년 10월 3일: 도시형버스 55-2번을 한남운수에 매각하였다.
- 1988년 6월: 도시형버스 129번, 129-1번 등을 한남운수에 좌석버스 71번(동대문 ↔ 수색)을 신장운수에 각각 매각하였다.
- 1990년: 도시형버스 146번이 수색동에서 왕십리 구간은 146번으로 왕십리에서 풍납동 구간은 146-1번으로 분리운행과 동시에 146-1번을 우신운수에 매각하였다.
- 1997년 가을: 경영난으로 범양여객운수에서 선진여객운수(先進旅客運輸)로 사명을 변경하였다.
- 1997년 12월 1일: 도시형버스 73번 종점이 옥수동에서 종로2가로 단축되었다.
- 2000년 6월: 은평공영차고지 개장과 동시에 본사를 수색동 275번지에서 수색동 414-1번지 은평공영차고지 내로 이전하였다.
- 2000년 9월 1일: 당시 방계회사인 선진운수에 흡수합병되었다.

## 과거 운행노선
도시형버스
- 55-2번: 봉천동 ↔ 종로2가[1]
- 73번: 수색 ↔ 종로2가[2]
- 129번: 신정동 ↔ 종로2가[3]
- 145번: 갈현동 ↔ 숭실대학교[4]
- 146번: 수색동 ↔ 왕십리[5]
- 146-2번: 수색동 ↔ 홍은동[6]

좌석버스
- 71번: 수색 ↔ 동대문[7]
- 914번: 일산 가좌동 ↔ 영등포역[8]

## 같이 보기
- 선진운수